# Riqui Puig
Ricard "Riqui" Puig Martí, född 13 augusti 1999, är en spansk fotbollsspelare som spelar för Los Angeles Galaxy i Major League Soccer (MLS).

## Klubbkarriär

### Jàbac Terrassa
Riqui Puig inledde sin karriär i den spanska fotbollsklubben Jàbac Terrassa 2008.

### Barcelona
Riqui Puig kom till Barcelonas ungdomslag den 1 juli 2013. Han gjorde sin debut för klubben i december 2018 mot Cultural Leonesa i Copa del Rey. Barcelona vann matchen 4-1. Hans första mål för klubben kom emot Elche i La Liga den 24 januari 2021.

### LA Galaxy
Den 4 augusti 2022 värvades Puig av Los Angeles Galaxy, där han skrev på ett 3,5-årskontrakt.